# Дума Корякского автономного округа
Дума Корякского автономного округа — законодательный (представительный) однопалатный орган государственной власти Корякского автономного округа, являлся постоянно действующим высшим и единственным органом законодательной власти области.
На основании части 1 ст. 104 Конституции Российской Федерации, обладал правом законодательной инициативы.

## Фракции

### 1 созыв (1994—1996)
Состоял из семи депутатов.

### 2 созыв (1996—2000)
Избирлась по смешанной избирательной системе. По  спискам избиралось 4 из 12 депутатов.
Коренные малочисленные народы Севера Корякского автономного округа — 0(23,46 %), КПРФ — 3 (28,46 %), ВОПД «Наш дом — Россия» — 0(21,73 %)

### 3 созыв (2000—2004)
Состоял из 12 депутатов.

### 4 созыв (2004—2007)
КПРФ — 3 мест (35,13 %), Единая Россия- 2 места (22,68 %), Российская партия пенсионеров — 1 место(11,38 %), ЛДПР — 1 место(9,89 %), против всех — 12,65 %
Выборы прошли 19 декабря 2004 года. Состоял из 12 депутатов.
После референдума 23 октября 2005 года был образован в 1 июля 2007 Корякский округ.

### Председатель
- Суворов, Александр Сергеевич (28 марта 1994 — 17 ноября 1996)
- Мизинин, Владимир Николаевич (5 декабря 1996 — 3 декабря 2000)
- Солодякова, Нина Ивановна (16 декабря 2000 — 2 декабря 2007)